# Stasínos z Kypru
Stasínos z Kypru byl starověký řecký básník archaického období ( pravděpodobně 6. století př. n. l.).
Básníkovým rodištěm byl pravděpodobně Kypr.
Podle některých pramenů jsou mu připisovány epické básně Kyprie (Pindaros uvádí, že mu byly věnovány jeho tchánem Homérem). Kyprie se také věnovaly Trojské válce, jako Ilias, ale kvalitou byly na nesrovnatelně nižší úrovni. Vyprávěly události od sporu tří bohyň po první léta války. Básně byly složeny v daktylském hexametru. Zachovaly se pouze v padesáti řádcích.
Kyprie jsou alternativně připisovány Hégesínu ze Salamíny nebo Kypriovi z Halikarnassu.